# Сезар (кинопремия, 1996)
21-я церемония вручения наград премии «Сезар» (также известной как Ночь Сезара (фр. Nuit des César)) за заслуги в области французского кинематографа за 1995 год состоялась 3 февраля 1996 года в театре Елисейских Полей (Париж, Франция). Президентом церемонии стал актёр Филипп Нуаре. Антуан де Кон впервые выступил в роли ведущего церемонии.
В этом году была введена новая категория «Лучшему продюсеру», которая просуществовала только два сезона.

## Список лауреатов и номинантов
Количество наград/номинаций:
- 2/11: «Нелли и месье Арно»
- 2/10: «Ненависть» / «Гусар на крыше»
- 1/7: «Церемония»
- 1/6: «Любовь в лугах»
- 1/5: «Проклятый газон»
- 1/4: «Город потерянных детей»
- 1/3: «Элиза»
- 1/2: «Ученики» / «Иметь (или не иметь)» / «Мадам Баттерфляй»
- 0/2: «Приманка»
- 1/1: «Отверженные» / «Три брата» / «Монах и рыба» / «Земля и свобода»

### Основные категории
• Лауреаты выделены отдельным цветом. 
| Категории                                                  | Лауреаты и номинанты                                                                  | Лауреаты и номинанты                                                                            |
| ---------------------------------------------------------- | ------------------------------------------------------------------------------------- | ----------------------------------------------------------------------------------------------- |
| Лучший фильм                                               | • Ненависть / La Haine (режиссёр: Матьё Кассовиц)                                     | • Ненависть / La Haine (режиссёр: Матьё Кассовиц)                                               |
| Лучший фильм                                               | • Проклятый газон («Французский твист») / Gazon maudit (режиссёр: Жозиан Баласко)     |                                                                                                 |
| Лучший фильм                                               | • Церемония («Церемония преступления») / La Cérémonie (режиссёр: Клод Шаброль)        |                                                                                                 |
| Лучший фильм                                               | • Любовь в лугах / Le bonheur est dans le pré (режиссёр: Этьен Шатилье)               |                                                                                                 |
| Лучший фильм                                               | • Гусар на крыше / Le Hussard sur le toit (режиссёр: Жан-Поль Раппно)                 |                                                                                                 |
| Лучший фильм                                               | • Нелли и месье Арно / Nelly et Monsieur Arnaud (режиссёр: Клод Соте)                 |                                                                                                 |
| Лучший режиссёр                                            | • Клод Соте за фильм «Нелли и месье Арно»                                             | • Клод Соте за фильм «Нелли и месье Арно»                                                       |
| Лучший режиссёр                                            | • Жозиан Баласко — «Проклятый газон»                                                  |                                                                                                 |
| Лучший режиссёр                                            | • Клод Шаброль — «Церемония»                                                          |                                                                                                 |
| Лучший режиссёр                                            | • Матьё Кассовиц — «Ненависть»                                                        |                                                                                                 |
| Лучший режиссёр                                            | • Этьен Шатилье (фр.) — «Любовь в лугах»                                              |                                                                                                 |
| Лучший режиссёр                                            | • Жан-Поль Раппно — «Гусар на крыше»                                                  |                                                                                                 |
| Лучший актёр                                               |                                                                                       | • Мишель Серро — «Нелли и месье Арно» (за роль Пьера Арно)                                      |
| Лучший актёр                                               | • Венсан Кассель — «Ненависть» (за роль Винса)                                        |                                                                                                 |
| Лучший актёр                                               | • Ален Шаба — «Проклятый газон» (за роль Лорана Лафайе)                               |                                                                                                 |
| Лучший актёр                                               | • Франсуа Клюзе — «Ученики» (фр.) (за роль Антуана)                                   |                                                                                                 |
| Лучший актёр                                               | • Жан-Луи Трентиньян — «Фиеста» (фр.) (за роль полковника Масагуаля)                  |                                                                                                 |
| Лучшая актриса                                             |                                                                                       | • Изабель Юппер — «Церемония» (за роль Жанны)                                                   |
| Лучшая актриса                                             | • Сабина Азема — «Любовь в лугах» (за роль Николь Бержеад)                            |                                                                                                 |
| Лучшая актриса                                             | • Эммануэль Беар — «Нелли и месье Арно» (за роль Нелли)                               |                                                                                                 |
| Лучшая актриса                                             | • Жюльет Бинош — «Гусар на крыше» (за роль маркизы Полины де Теюс)                    |                                                                                                 |
| Лучшая актриса                                             | • Сандрин Боннер — «Церемония» (за роль Софи)                                         |                                                                                                 |
| Лучший актёр второго плана                                 |                                                                                       | • Эдди Митчелл — «Любовь в лугах» (за роль Жерара Тилье)                                        |
| Лучший актёр второго плана                                 | • Жан-Юг Англад — «Нелли и месье Арно» (за роль Венсана Гранека)                      |                                                                                                 |
| Лучший актёр второго плана                                 | • Жан-Пьер Кассель — «Церемония» (за роль Жоржа Лельевра)                             |                                                                                                 |
| Лучший актёр второго плана                                 | • Тикки Ольгадо (фр.) — «Проклятый газон» (за роль Антуана)                           |                                                                                                 |
| Лучший актёр второго плана                                 | • Майкл Лонсдейл — «Нелли и месье Арно» (за роль Долабеллы)                           |                                                                                                 |
| Лучшая актриса второго плана                               |                                                                                       | • Анни Жирардо — «Отверженные» (за роль мадам Тенардье)                                         |
| Лучшая актриса второго плана                               | • Жаклин Биссет — «Церемония» (за роль Катрин Лельевр)                                |                                                                                                 |
| Лучшая актриса второго плана                               | • Клотильда Куро — «Элиза» (за роль Соланж)                                           |                                                                                                 |
| Лучшая актриса второго плана                               | • Кармен Маура — «Любовь в лугах» (за роль Долорес Тивар)                             |                                                                                                 |
| Лучшая актриса второго плана                               | • Клер Надо (фр.) — «Нелли и месье Арно» (за роль Жаклин)                             |                                                                                                 |
| Самый многообещающий актёр                                 |                                                                                       | • Гийом Депардьё — «Ученики»                                                                    |
| Самый многообещающий актёр                                 | • Венсан Кассель — «Ненависть» (за роль Винса)                                        |                                                                                                 |
| Самый многообещающий актёр                                 | • Юбер Кунде (фр.) — «Ненависть» (за роль Юбера)                                      |                                                                                                 |
| Самый многообещающий актёр                                 | • Оливье Ситрюк (фр.) — «Приманка» (фр.)                                              |                                                                                                 |
| Самый многообещающий актёр                                 | • Саид Тагмауи — «Ненависть» (за роль Саида)                                          |                                                                                                 |
| Самая многообещающая актриса                               |                                                                                       | • Сандрин Киберлен — «Иметь (или не иметь)» (фр.)                                               |
| Самая многообещающая актриса                               | • Изабель Карре — «Гусар на крыше»                                                    |                                                                                                 |
| Самая многообещающая актриса                               | • Клотильда Куро — «Элиза»                                                            |                                                                                                 |
| Самая многообещающая актриса                               | • Мари Жиллен — «Приманка»                                                            |                                                                                                 |
| Самая многообещающая актриса                               | • Виржини Ледуайен — «Одинокая девушка» (фр.)                                         |                                                                                                 |
| Лучший оригинальный или адаптированный сценарий            |                                                                                       | • Жозиан Баласко и Телше Бурмен (фр.) — «Проклятый газон»                                       |
| Лучший оригинальный или адаптированный сценарий            | • Клод Шаброль и Каролин Эльяшефф (фр.) — «Церемония»                                 |                                                                                                 |
| Лучший оригинальный или адаптированный сценарий            | • Матьё Кассовиц — «Ненависть»                                                        |                                                                                                 |
| Лучший оригинальный или адаптированный сценарий            | • Флоранс Кентен (фр.) — «Любовь в лугах»                                             |                                                                                                 |
| Лучший оригинальный или адаптированный сценарий            | • Жак Фьески и Клод Соте — «Нелли и месье Арно»                                       |                                                                                                 |
| Лучшая музыка к фильму                                     |                                                                                       | • Мишель Коломбье (фр.), Серж Генсбур (посмертно) и Збигнев Прайснер за музыку к фильму «Элиза» |
| Лучшая музыка к фильму                                     | • Анджело Бадаламенти — «Город потерянных детей»                                      |                                                                                                 |
| Лучшая музыка к фильму                                     | • Жан-Клод Пети — «Гусар на крыше»                                                    |                                                                                                 |
| Лучшая музыка к фильму                                     | • Филипп Сард — «Нелли и месье Арно»                                                  |                                                                                                 |
| Лучший монтаж                                              |                                                                                       | • Матьё Кассовиц и Скотт Стивенсон — «Ненависть»                                                |
| Лучший монтаж                                              | • Ноэль Буассон (фр.) — «Гусар на крыше»                                              |                                                                                                 |
| Лучший монтаж                                              | • Жаклин Тьедо (фр.) — «Нелли и месье Арно»                                           |                                                                                                 |
| Лучшая работа оператора                                    | • Тьерри Арбогаст — «Гусар на крыше»                                                  | • Тьерри Арбогаст — «Гусар на крыше»                                                            |
| Лучшая работа оператора                                    | • Дариус Хонджи — «Город потерянных детей»                                            |                                                                                                 |
| Лучшая работа оператора                                    | • Пьер Аим (фр.) — «Ненависть»                                                        |                                                                                                 |
| Лучшие декорации                                           | • Жан Рабасс (фр.) — «Город потерянных детей»                                         | • Жан Рабасс (фр.) — «Город потерянных детей»                                                   |
| Лучшие декорации                                           | • Эцио Фриджерио (итал.), Кристиан Марти (фр.) и Жак Руксель (фр.) — «Гусар на крыше» |                                                                                                 |
| Лучшие декорации                                           | • Мишель Аббе-Ванье — «Мадам Баттерфляй»                                              |                                                                                                 |
| Лучшие костюмы                                             |                                                                                       | • Кристиан Гаск — «Мадам Баттерфляй»                                                            |
| Лучшие костюмы                                             | • Жан-Поль Готье — «Город потерянных детей»                                           |                                                                                                 |
| Лучшие костюмы                                             | • Франка Скуарчапино — «Гусар на крыше»                                               |                                                                                                 |
| Лучший звук                                                | • Пьер Гаме (фр.), Жан Гудье и Доминик Эннекен (фр.) — «Гусар на крыше»               | • Пьер Гаме (фр.), Жан Гудье и Доминик Эннекен (фр.) — «Гусар на крыше»                         |
| Лучший звук                                                | • Доминик Далмассо и Венсан Тюлли — «Ненависть»                                       |                                                                                                 |
| Лучший звук                                                | • Пьер Ленуар и Жан-Поль Лоблие — «Нелли и месье Арно»                                |                                                                                                 |
| Лучшая дебютная работа (фр. Meilleure Première Oeuvre)     | • «Три брата» (фр.) — режиссёры: Дидье Бурдон и Бернар Кампан                         | • «Три брата» (фр.) — режиссёры: Дидье Бурдон и Бернар Кампан                                   |
| Лучшая дебютная работа (фр. Meilleure Première Oeuvre)     | • «Иметь (или не иметь)» — режиссёр: Летиция Массон (фр.)                             |                                                                                                 |
| Лучшая дебютная работа (фр. Meilleure Première Oeuvre)     | • «Состояние мест» (фр.) — режиссёр: Жан-Франсуа Рише                                 |                                                                                                 |
| Лучшая дебютная работа (фр. Meilleure Première Oeuvre)     | • «Пигаль» (фр.) — режиссёр: Карим Дриди (фр.)                                        |                                                                                                 |
| Лучшая дебютная работа (фр. Meilleure Première Oeuvre)     | • «Розин» (фр.) — режиссёр: Кристин Каррьер (фр.)                                     |                                                                                                 |
| Лучший короткометражный фильм (фр. Meilleur Court-métrage) | • Монах и рыба / Le Moine et le Poisson (режиссёр: Михаэль Дюдок де Вит)              | • Монах и рыба / Le Moine et le Poisson (режиссёр: Михаэль Дюдок де Вит)                        |
| Лучший короткометражный фильм (фр. Meilleur Court-métrage) | • Corps inflammables (режиссёр: Жак Майо)                                             |                                                                                                 |
| Лучший короткометражный фильм (фр. Meilleur Court-métrage) | • Le Bus (режиссёр: Жан-Люк Гаже)                                                     |                                                                                                 |
| Лучший короткометражный фильм (фр. Meilleur Court-métrage) | • Roland (режиссёр: Люсьен Дира)                                                      |                                                                                                 |
| Лучший продюсер                                            |                                                                                       | • Кристоф Россиньон (фр.)                                                                       |
| Лучший продюсер                                            | • Клод Берри                                                                          |                                                                                                 |
| Лучший продюсер                                            | • Рене Клейтман (фр.)                                                                 |                                                                                                 |
| Лучший продюсер                                            | • Шарль Гассо (фр.)                                                                   |                                                                                                 |
| Лучший продюсер                                            | • Ален Терзян                                                                         |                                                                                                 |
| Лучший иностранный фильм                                   | • Земля и свобода / Land and Freedom (Великобритания, режиссёр Кен Лоуч)              | • Земля и свобода / Land and Freedom (Великобритания, режиссёр Кен Лоуч)                        |
| Лучший иностранный фильм                                   | • Дым / Smoke (США, реж. Уэйн Ван и Пол Остер)                                        |                                                                                                 |
| Лучший иностранный фильм                                   | • Мосты округа Мэдисон / The Bridges of Madison County (США, реж. Клинт Иствуд)       |                                                                                                 |
| Лучший иностранный фильм                                   | • Андерграунд / Underground (Югославия, реж. Эмир Кустурица)                          |                                                                                                 |
| Лучший иностранный фильм                                   | • Подозрительные лица / The Usual Suspects (США, реж. Брайан Сингер)                  |                                                                                                 |

### Специальные награды
| Почётный «Сезар» |               | • Лорен Бэколл |
| Почётный «Сезар» | • Анри Вернёй |                |